# Донатизм
Донатизм — подоланий розкол у Західній християнській церкві (IV–VII століття), викликаний різним ставленням до об'єктивності значення церкви і незалежності дій благодаті від святості служителя. Цей термін походить від імені Доната, єпископа Карфагена.
Єресь донатизму є свого роду продовженням суперечки про дійсність хрещення, уділеного єретиками. Донатисти зібрали своє навчання у дві тези:
- дійсність і дія св. Тайн залежить від гідності того, хто уділює св. Тайни і того, що приймає св. Тайни (св. Тайни викликають свої наслідки ex opere operantis, а не ex opere operato);
- правдива Христова церква складаться тільки з досконалих (праведних) — грішники не є членами церкви.

## Виникнення
Виникненню донатизму передували такі події. Переслідування християн Діоклетіаном викликало прагнення до мучеництва серед християн Африки; мученики користувалися особливою повагою, цілі натовпи християн відвідували ув'язнених; це посилювало утиски, внаслідок чого багато розсудливих єпископів, у тому числі єпископ карфагенський Мензурій, намагалися заспокоїти людей. Диякон Мензурія, Цециліан, за дорученням останнього силою розганяв натовпи християн на тюремних дворах. Це викликало серед частини християн незадоволення, яким скористалися противники Цециліана, коли він був обраний після смерті Мензурія єпископом карфагенським. Незадоволені, на чолі з Донатом із Касе Нігре, скликали в 311 році раду, на якій визнали посвяту Цециліана недійсною, оскільки, він був висвячений традитором Феліксом, винним, на їхню думку, у зраді церкви під час переслідувань. Частина громади не признала вибраного більшістю нового єпископа і обрала собі окремого єпископа Майоріна, а після його смерті — Доната Великого. Розкол швидко поширився всією Африкою, отримавши назву донатизм. Незабаром розбрат, який розпочався на ґрунті особистих інтересів, перетворився на принципову розбіжність.
На думку донатистів, характеристичною ознакою істинної церкви є святість, що виражається в особистій досконалості її служителів; таїнства втрачають свою силу, якщо вчинені традиторами — священнослужителями, що провинилися проти церкви, або в церкві, що зберігає зв'язок з винними. Донатисти відносили себе до «церкви мучеників», або «церкви досконалих», були проти повторного прийому в церкву тих, хто відрікся від своєї віри в часи переслідувань, проти послуху імператорській владі.

## Спроби урегулювання за Костянтина Великого
Для вирішення суперечки противники звернулися до імператора Костянтина Великого, який скликав один за одним три собори: Латеранський, Карфагенський і Арльський. На перших двох були виправдані Цециліан і Фелікс, на третьому, всупереч донатистам, було постановлено не хрестити вдруге тих єретиків, які були хрещені в ім'я святої Трійці, і позбавляти священного сану тільки тих єпископів, зрада якими церкви була доведена, зберігаючи силу за таїнствами, ними здійсненими.
Незадоволені рішеннями соборів, донатисти відкинули втручання світської влади у справи церкви, продовжували поступати по колишньому і цим викликали переслідування з боку Костянтина. Імператор видав едикт, за яким у донатистів повинні були бути відібрані церкви, а їхніх єпископів заслано. Це спонукало донатистів прийняти у своє середовище циркумцеліонів. Циркумцеліонами («бродячі навколо сільських осель») називалися спочатку бродячі в ім'я Христа аскети, що називали себе воїнами Христа і вважали своїм обов'язком вести боротьбу проти всякої неправди, захищаючи всіх скривджених і пригноблених, грабуючи і вбиваючи людей багатих і високопоставлених. Донатисти, як переслідувані, знайшли в них підтримку, що наклала незгладиму пляму на всю партію, хоча більшість її не брала участі у звірствах циркумцеліонів.
Костянтин, переконавшись у марності переслідувань, незабаром припинив їх, але при його наступниках донатистів кілька разів переслідували. Донат був засланий і помер на засланні. Імператор Юліан з ненависті до християнської церкви протегував донатистам. Після його смерті переслідування поновилися. Серед самих донатистів з'явилося багато партій, послідовників окремих осіб, як-от: рогатисти, урбаністи, клавдіани та інші.
Найбільшої шкоди донатизму завдав розбрат між єпископом карфагенським Приміаном і його дияконом Максиміаном. Частина донатистських єпископів ухвалила позбавити влади Приміана і замінити його Максиміаном, але більшість не погодилася з цим рішенням і на великій раді в Богаї Максиміан був відлучений від церкви, а його партія піддана переслідуванням і побиттю з боку приміаністів.

## Диспут з Августином, заборона і занепад
У той час як внутрішні чвари підривали донатистів, православна церква набула сильного захисника в особі Блаженного Августина, який відстоював об'єктивне значення церкви і незалежність дій благодаті від святості служителя. Шаленства донатистів і циркумцеліонів, що посилилися, викликали з боку імператора Гонорія суворі заходи: було видано едикт про відібрання в донатистів усіх церков, але поряд з цим було оголошено помилування всім, хто розкаявся. У 411 році був зібраний собор в Карфагені, на який були запрошені представники донатистів; імператор Гонорій надіслав трибуна Марцеліна, який повинен був після закінчення дебатів вирішити, на чиєму боці правда. Августин здобув повну перемогу над донатистами; Гонорій визнав правоту вчення православної церкви і зажадав від донатистів, щоб вони підкорилися рішенню собору. Коли донатисти відмовилися виконати його вимогу, то їм були заборонені збіговиська під страхом смертної кари. Втім лише після повалення узурпатора-донатиста Геракліана почалося впровадження в дію рішень собору, розглядаючи донатистів як ворогів імператорської влади.
З цього часу донатизм починає мало-помалу зникати, хоча й протримався ще подекуди до VII століття, до підкорення Африки арабами.